# 40er
Portal Geschichte | Portal Biografien | Aktuelle Ereignisse | Jahreskalender | Tagesartikel

◄ |
1. Jh. v. Chr. |
1. Jahrhundert
| 2. Jh. | ►

◄ |
10er |
20er |
30er |
40er
| 50er | 60er | 70er | ►

40 |
41 |
42 |
43 |
44 |
45 |
46 |
47 |
48 |
49

## Ereignisse
- 40: Die vietnamesischen Trưng-Schwestern rebellieren gegen die Herrschaft des chinesischen Kaisers Han Guangwu.
- 42: Der chinesische General Ma Yuan wurde von Kaiser Han Guangwu ausgesandt, um die Aufstände der Trưng-Schwestern in Tonkin niederzuschlagen.
- 43: Britannienfeldzug des Aulus Plautius: 20.000 Soldaten setzen nach Britannien über und besetzen dessen südlichen Teil.
- 43: Auch Mauretanien (Algerien) und Lykien (Südkleinasien) kommen unter römische Herrschaft.
- 43: Die Trưng-Schwestern begingen Selbstmord, nachdem ihr Widerstand niedergeschlagen wurde. Vietnam wurde zu einer Provinz des chinesischen Kaiserreichs erklärt.
- 46: Thrakien wird als römische Provinz organisiert.
- 46: Bau der ersten London Bridge.

## Religion
- zwischen 44 und 49: Apostelkonzil in Jerusalem.